# Simulium maculatum
Simulium maculatum es una especie de insecto del género Simulium, familia Simuliidae, orden Diptera.
Fue descrita científicamente por Meigen, 1804.